# Festival d'escacs de Gibraltar de 2016
El Festival d'escacs de Gibraltar de 2016 fou un torneig d'escacs que va tenir lloc entre el 24 de gener i el 4 de febrer de 2016 a Gibraltar. Dirigit per Stuart Conquest, fou un dels torneigs més forts de l'any amb la participació entre els millors del món com l'excampió del món Viswanathan Anand (2784) i altres nou forts jugadors que superen els 2700 punts d'Elo: Hikaru Nakamura (2787), Maxime Vachier-Lagrave (2785), Pentala Harikrishna (2755), Li Chao (25751), Yu Yangyi (2747), Dmitri Iakovenko (2732), Radosław Wojtaszek (2727), Richard Rapport (2721) i Laurent Fressinet (2700). A la cerimònia inaugural, Radosław Wojtaszek i Alina Kaixlínskaia varen fer una exibició de simultànies a l'Hotel Caleta.
El principal torneig del Festival es va jugar entre els dies 26 de gener i 4 de febrer, pel sistema suís a 10 rondes, amb el ritme de temps de 100 minuts per les primeres 40 jugades més 50 minuts per les 20 jugades següents més 15 minuts per acabar la partida afegint-hi 30 segons per a cada un dels moviments.

## Premis
Es repartiren 185.000 de lliures esterlines en premis, dels quals el campió del torneig participant s'endugué 20.000 £.